# Ревбинська сільська рада
Ре́вбинська сільська́ ра́да — адміністративно-територіальна одиниця та орган місцевого самоврядування в Чорнобаївському районі Черкаської області. Адміністративний центр — село Ревбинці.

## Загальні відомості
- Населення ради: 853 особи (станом на 2001 рік)

## Населені пункти
Сільській раді підпорядковані населені пункти:
- с. Ревбинці

## Склад ради
Рада складається з 14 депутатів та голови.
- Голова ради: Галушка Володимир Федорович
- Секретар ради: Каржановська Любов Миколаївна

### Керівний склад попередніх скликань
| Прізвище, ім'я, по батькові | Основні відомості                                                                       | Дата обрання | Дата звільнення |
| --------------------------- | --------------------------------------------------------------------------------------- | ------------ | --------------- |
| Галушка Володимир Федорович | Сільський голова, 1955 року народження, освіта вища, член Соціалістичної партії України | 26.03.2006   | 31.10.2010      |
| Галушка Володимир Федорович | Сільський голова, 1955 року народження, освіта вища, член Партії регіонів               | 31.10.2010   |                 |

Примітка: таблиця складена за даними сайту Верховної Ради України

### Депутати
За результатами місцевих виборів 2010 року депутатами ради стали:

#### За суб'єктами висування
| Суб'єкт висування         | Кількість обраних депутатів | %    |
| ------------------------- | --------------------------- | ---- |
| Партія регіонів           | 11                          | 78,6 |
| Українська Народна Партія | 3                           | 21,4 |

#### За округами
| № округу                  | Прізвище, ім'я, по батькові      | Дата визнання обраним | Освіта             | Партійна приналежність           | Відомості про обраного депутата                                                      |
| ------------------------- | -------------------------------- | --------------------- | ------------------ | -------------------------------- | ------------------------------------------------------------------------------------ |
| Партія регіонів           |                                  |                       |                    |                                  |                                                                                      |
| 1                         | Орел Олександра Григорівна       | 01.11.2010            | середня            | позапартійна                     | тимчасово не працює                                                                  |
| 2                         | Лещенко Людмила Іванівна         | 01.11.2010            | вища               | позапартійна                     | СТОВ ім. Щорса, завідувач МТФ                                                        |
| 3                         | Богданченко Парасковія Василівна | 01.11.2010            | середня спеціальна | позапартійна                     | СТОВ ім. Щорса, оператор машинного доїння                                            |
| 4                         | Клименко Віктор Васильович       | 01.11.2010            | середня            | позапартійний                    | СТОВ ім. Щорса, механізатор                                                          |
| 6                         | Моляка Володимир Миколайович     | 01.11.2010            | середня            | позапартійний                    | Чорнобаївське управління експлуатації газового господарства, слюсар                  |
| 7                         | Білостоцький Василь Андрійович   | 01.11.2010            | середня            | позапартійний                    | приватний підприємець                                                                |
| 8                         | Сутула Наталія Дмитрівна         | 01.11.2010            | середня            | позапартійна                     | Чорнобаївське відділення № 3291 ВАТ"Державний ощадний банк України", контролер-касир |
| 9                         | Бурцев В'ячеслав Валентинович    | 01.11.2010            | вища               | позапартійний                    | СТОВ ім. Щорса, агроном по захисту рослин                                            |
| 10                        | Каржановська Любов Миколаївна    | 01.11.2010            | середня спеціальна | позапартійна                     | Ревбинська сільська рада, секретар                                                   |
| 11                        | Татарчук Ольга Андріївна         | 01.11.2010            | вища               | позапартійна                     | Ревбинський навчально-виховний комплекс, директор                                    |
| 14                        | Матюша Віталій Григорович        | 01.11.2010            | середня спеціальна | позапартійний                    | СТОВ ім. Щорса, головний інженер                                                     |
| Українська Народна Партія |                                  |                       |                    |                                  |                                                                                      |
| 5                         | Кушка Іван Михайлович            | 01.11.2010            | середня            | член Української Народної Партії | пенсіонер                                                                            |
| 12                        | Олексенко Зоя Михайлівна         | 01.11.2010            | середня спеціальна | позапартійна                     | СТОВ ім. Щорса, головний ветлікар                                                    |
| 13                        | Депутат Алла Іванівна            | 01.11.2010            | середня спеціальна | позапартійна                     | приватний підприємець                                                                |

## Природно-заповідний фонд
На землях сільради розташовано гідрологічний заказник місцевого значення Ревбинський.